# Église Saint-Loup de Molins-sur-Aube
Pour les articles homonymes, voir Église Saint-Loup.
L'église Saint-Loup est une église située à Molins-sur-Aube, en France.

## Localisation
L'église est située sur la commune de Molins-sur-Aube, dans le département français de l'Aube.

## Historique
L'édifice est inscrit au titre des monuments historiques en 1926.